# 386 (số)
386 (ba trăm tám mươi sáu) là một số tự nhiên ngay sau 385 và ngay trước 387.